# Dicuil
Dicuil, även Dicuil eller Dichuil, var en irisk munk och geograf som föddes under den andra hälften av 700-talet. Han är känd som den första författare som omnämner Island.
Mycket lite är känt om hans liv förutom att han sannolikt tillhörde ett av de talrika iriska klostren i Frankerriket. Han blev genom personliga vittnesmål bekant med öarna nära England och Skottland. Mellan åren 814 och 816 skrev han ett astronomiskt arbete och år ett 825 ett geografiskt sådant.
Det astronomiska arbetet är en sorts beräkningshjälp i fyra böcker, på prosa och vers. Den har bevarats i ett enda manuskript som tidigare tillhörde klostret i Saint-Amand-les-Eaux, men som nu finns i Valenciennes.
Mer berömd är den geografiska skriften som heter De mensura orbis terrae (Om jordklotets mått). Texten är en geografisk översikt som ger exakt information om olika länder. Arbetet är baserat på Mensuratio orbis som förbereddes inom Theodosius IIs orden, och varifrån en kopia hamnade vid det karolingiska hovet. Godescalc hade redan använt sig av denna kopia när han framställde sin berömda Evangelistarium (781-783). Utöver denna Mesuratio orbis bygger Dicuil även på Plinius den äldre, Gaius Julius Solinus, Paulus Orosius, Isidor av Sevilla och andra författare, samt lägger till resultaten av de egna efterforskningarna.
I de nio delarna behandlar han i tur och ordning Europa, Asien, Afrika, Egypten och Etiopien. Han diskuterar jordytans area, de fem stora floderna, diverse länder, längden och bredden på det Tyrrenska havet samt de sex (högsta) bergen.
Trots att det främst är en sammanställning har verket ett stort eget värde. Dicuil är en källa till detaljerad information om de undersökningar som företogs under Theodosius II. Hans citat är i allmänhet exakta och till hjälp vid textkritik. Andra intressanta stycken är de rapporter Dicuil fick från resande på hans tid. Dessa inkluderar munken Fidelis som omkring år 762 reste längs den då ännu existerande kanalen mellan Nilen och Röda havet, samt rapporter från munkar som hade besökt Färöarna och hade bott på Island, benämnd ön Thile, under sex månader. Dicuil skrev att iriska munkar ett trettiotal år tidigare besökte ön: "vid sommarsolståndet var det hela dygnet så ljust, att man kunde arbeta eller lusa sin skjorta alldeles som om dagen".